# Chef Lawyer
Hal-hal-ho-tsot, connu sous le nom de Chef Lawyer, né vers 1800 et mort le 3 janvier 1876, est un chef amérindien Nez-Percé. Bienveillant envers les Blancs, il a signé deux traités controversés en 1855 et 1863 établissant les limites de leur réserve et cédant par la même occasion une grande partie de leurs terres ancestrales.

## Biographie
Hal-hal-ho-tsot est le fils de Twisted Hair, chef Nez-Percé qui accueillit et aida l'expédition Lewis et Clark en 1805.
Vers 1835, lorsque des missions chrétiennes s'établissent dans la région, Chef Lawyer participe à l'élaboration d'un dictionnaire de la langue nez-percé avec un missionnaire nommé Asa B. Smith.
Lors du conseil de Walla Walla en 1855, il est l'un des signataires du traité qui définit la réserve des Nez-Percés, cédant ainsi aux Américains une partie de leurs terres.
Il meurt le 3 janvier 1876 à Kamiah.